# Абетаја (Болоња)
Абетаја (итал. Abetaia) је насеље у Италији у округу Болоња, региону Емилија-Ромања.
Према процени из 2011. у насељу је живело 62 становника. Насеље се налази на надморској висини од 792 м.